# Mikhaïl Makarovitch Bondariouk
Mikhaïl Makarovitch Bondariouk (en russe : Михаил Макарович Бондарюк), né le 15 novembre 1908 (calendrier julien) / 28 novembre 1908 (calendrier grégorien) à Moscou et mort le 14 octobre 1969, également à Moscou, était un ingénieur aéronautique soviétique, concepteur de moteurs à réaction. Spécialiste des statoréacteurs, il fut le chef ingénieur du bureau d'études OKB-670 entre 1950 et 1969.